# Крюкова, Ольга Петровна
О́льга Петро́вна Крю́кова (1817—1885) — русская писательница.
Помещала стихотворения и рассказы в «Дамском журнале» (1833) и «Развлечении» (1859—1860). Отдельно напечатаны: «Донец», повесть в стихах (М., 1833) и «Старина: I. Барышни Стрельниковы. II. Капитан-исправник» (М., 1859).